# نمط ممراض

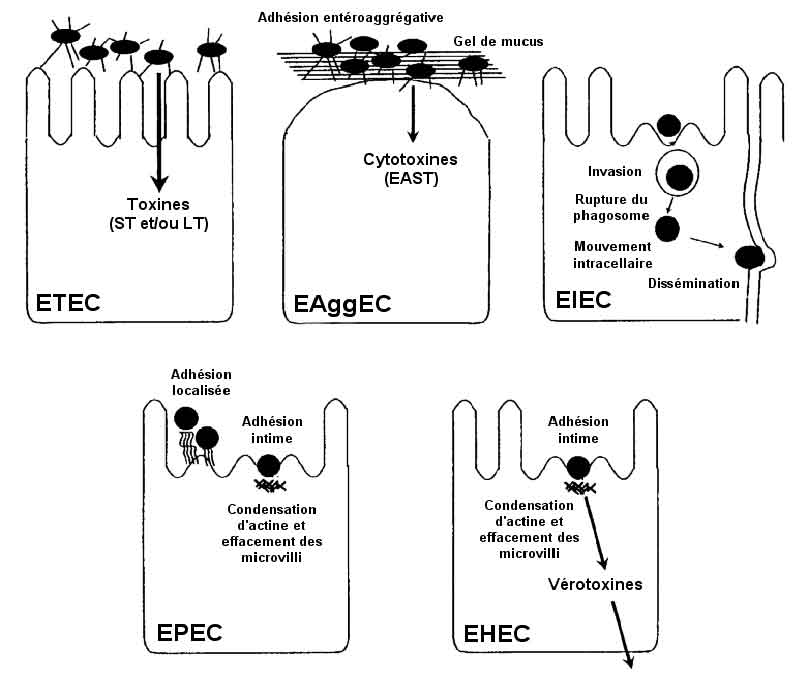

نَمَط مِمْراض أو صِنْف مِمْراض أو طِرَاز مِمْراض أو ضَرْب مِمْراض أو الباثوفار (بالإنجليزية: pathovar)‏, المصطلح منحوت بالإدغام من pathogenic variety, هو سلالةً من البكتيريا أو مجموعة من السلالات لها نفس السمات أو سمات متشابهة، ويمكن تمييزها على المستوى غير القابل للمقارنة مع السلالات الأخرى لنفس الأنواع أو الأنواع الفرعية على أساس الإمراضية المميزة لنوعٍ واحد أو أكثر من النبات الذي توجد به.
ولقد تمت تسمية بكتيريا النمط الممراض كإضافةٍ ثلاثية أو رباعية للأنواع ثنائية الاسم، على سبيل المثال البكتيريا التي تسبب قرحة الحمضيات مستصفرة العشب السجادي (الاسم العلمي:Xanthomonas axonopodis)، والبكتيريا التي لديها نمط ممراض متعدد بمعدلات مختلفة، مستصفرة العشب السجادي ن. م. ليموني (الاسم العلمي:xanthomonas axonopodis pv. citri) وتعد ليموني (citri) واحدة من هذه الأنواع، ويعني الاختصار ن. م. (pv.) نمط ممراض.

## وصلات خارجية
- المعايير الدولية لتسمية الأنماط الممراضة (بالإنكليزية)